# Joséphine Pagnier
Joséphine Pagnier, född 4 juni 2002 i Pontarlier, är en fransk backhoppare. Pagnier har mångårig erfarenhet från världscupen i backhoppning, en tredje plats från tävlingarna i Hinzenbach 2022 som bäst. Hon tävlar för Risoux Club i Chaux-Neuve.
2020 och 2022 blev hon fransk mästarinna i backhoppning.